# Кипруто, Амос
Амос Кипруто (англ. Amos Kipruto, род. 16 сентября 1992 года) — кенийский легкоатлет, специализируется в беге на длинные дистанции. Бронзовый призёр чемпионата мир 2019 года в марафонском беге.

## Биография
В 2016 году победил в марафоне в Риме с результатом 2:08:12. В 2017 и 2019 году победил на марафоне в Сеуле.
5 октября 2019 года Амос Кипруто в Дохе стал бронзовым призёром чемпионата мира 2019 года в марафонском беге, показав результат 26:10:51, уступив чемпиону 11 секунд.

## Персональные результаты
| Дисциплина  | Время   | Место     | Дата             |
| ----------- | ------- | --------- | ---------------- |
| 15 км       | 44:38   | Мерсин    | 20 сентября 2015 |
| Полумарафон | 1:00:24 | Гётеборг  | 20 мая 2017      |
| 25 км       | 1:15:52 | Калькутта | 16 декабря 2018  |
| Марафон     | 2:05:43 | Амстердам | 15 октября 2017  |